# Langley (Colúmbia Britânica)

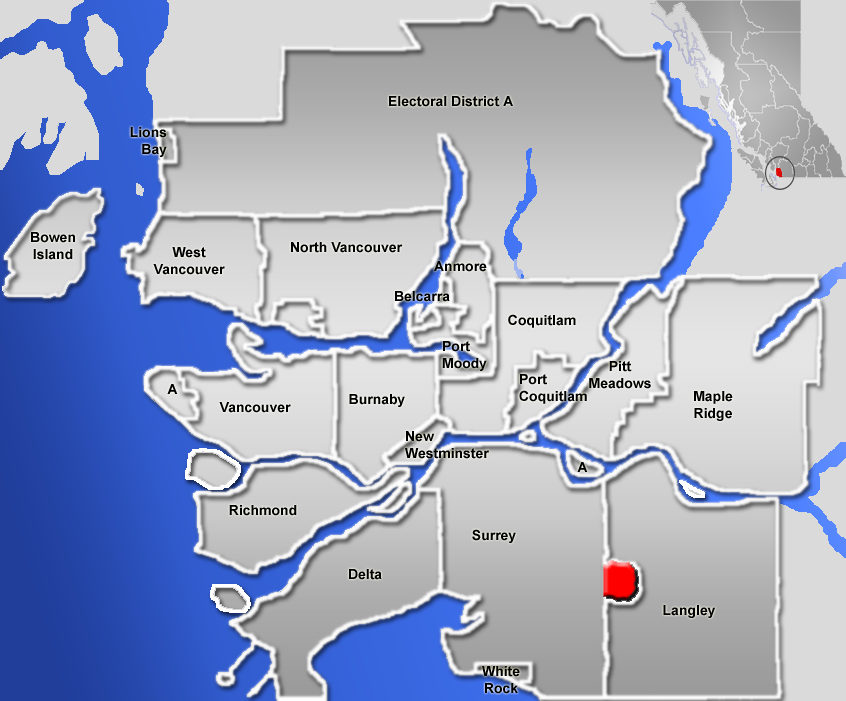
Localização de Langley na Colúmbia Britânica

Langley é uma cidade da província canadense de Colúmbia Britânica, localizado nas margens do Rio Fraser. Langley possui uma população de aproximadamente 24 mil habitantes, com mais de 88 mil na sua zona metropolitana.
Na realidade, existem duas municipalidades com o nome de Langley na Columbia Britanica, já que a "City of Langley" foi fundada em 1955 é um desmembramento da "Township of Langley" fundada em 1856. A area histórica de Langley fica em "Fort Langley" que é o berço da colonização europeia na costa oeste do Canada. Atualmente Langley é conhecida como a "Capital do Cavalo" devido a inumeros haras e centros de equitação.